# Nordische Junioren-Skiweltmeisterschaften 2017
Die 40. Nordischen Junioren-Skiweltmeisterschaften und die in diesem Rahmen ausgetragenen 12. U23-Langlauf-Weltmeisterschaften fanden vom 30. Januar bis zum 5. Februar 2017 in Park City statt. Die Wettbewerbe im Skispringen wurden auf der Utah Olympic Park Jumps (K100), die Langlaufwettbewerbe im Skigebiet Soldier Hollow ausgetragen.

## Medaillenspiegel

### Medaillenspiegel U23
| Platz  | Land     |   |   |   |    |
| ------ | -------- | - | - | - | -- |
| 1      | Russland | 2 | 3 | 3 | 8  |
| 2      | Norwegen | 2 | 2 | 2 | 6  |
| 3      | Schweden | 2 | 0 | 1 | 3  |
| 4      | Finnland | 0 | 1 | 0 | 1  |
| Gesamt | Gesamt   | 6 | 6 | 6 | 18 |

### Medaillenspiegel Junioren
| Platz  | Land               |    |    |    |    |
| ------ | ------------------ | -- | -- | -- | -- |
| 1      | Russland           | 4  | 2  | 2  | 8  |
| 2      | Deutschland        | 3  | 3  | 3  | 9  |
| 3      | Norwegen           | 2  | 3  | 2  | 7  |
| 4      | Slowenien          | 2  | 2  | 1  | 5  |
| 5      | Italien            | 1  | 2  | 0  | 3  |
| 6      | Österreich         | 1  | 1  | 2  | 4  |
| 7      | Schweden           | 1  | 1  | 0  | 2  |
| 7      | Finnland           | 1  | 1  | 0  | 2  |
| 9      | Tschechien         | 1  | 0  | 1  | 2  |
| 10     | Frankreich         | 0  | 1  | 2  | 3  |
| 11     | Vereinigte Staaten | 0  | 0  | 2  | 2  |
| 12     | Japan              | 0  | 0  | 1  | 1  |
| Gesamt | Gesamt             | 16 | 16 | 16 | 48 |

## Skilanglauf U23 Männer

### Sprint klassisch
| Platz | Sportler                   | Land     |
| ----- | -------------------------- | -------- |
| 1     | Fredrik Riseth             | Norwegen |
| 2     | Alexander Bolschunow       | Russland |
| 3     | Joachim Aurland            | Norwegen |
| 4     | Alexei Tscherwotkin        | Russland |
| 5     | Chrisander Skjønberg Holth | Norwegen |
| 6     | Andrei Sobakarew           | Russland |

Datum: 31. Januar 2017

Es waren 47 Teilnehmer am Start.

Weitere Teilnehmer aus deutschsprachigen Ländern:

 Cédric Steiner: 19. Platz

 Beda Klee: 37. Platz

 Fabio Lechner: 38. Platz

 Michael Biedermann: 40. Platz

 Martin Vögeli: 44. Platz

### 15 km Freistil
| Platz | Sportler                | Land               | Zeit        |
| ----- | ----------------------- | ------------------ | ----------- |
| 1     | Alexander Bolschunow    | Russland           | 32:55,7 min |
| 2     | Alexei Tscherwotkin     | Russland           | 33:17,5 min |
| 3     | Denis Spizow            | Russland           | 33:23,6 min |
| 4     | Irineu Esteve Altimiras | Andorra            | 33:45,8 min |
| 5     | Gaute Kvåle             | Norwegen           | 33:48,7 min |
| 6     | Sebastiano Pellegrin    | Italien            | 33:50,5 min |
| 7     | Jules Lapierre          | Frankreich         | 33:56,0 min |
| 8     | Jean Tiberghien         | Frankreich         | 33:58,2 min |
| 9     | Patrick Caldwell        | Vereinigte Staaten | 33:59,3 min |
| 10    | Dominik Bury            | Polen              | 34:13,9 min |

Datum: 2. Februar 2017

Es waren 51 Athleten am Start.

Weitere Teilnehmer aus deutschsprachigen Ländern:

 Beda Klee: 11. Platz

 Jason Rüesch: 12. Platz

 Dajan Danuser: 13. Platz

 Martin Vögeli: 28. Platz

 Cédric Steiner: 30. Platz

### 30 km Skiathlon
| Platz | Sportler                | Land               | Zeit        |
| ----- | ----------------------- | ------------------ | ----------- |
| 1     | Alexander Bolschunow    | Russland           | 1:15:31,5 h |
| 2     | Alexei Tscherwotkin     | Russland           | 1:15:31,7 h |
| 3     | Denis Spizow            | Russland           | 1:15:32,0 h |
| 4     | Jules Lapierre          | Frankreich         | 1:15:43,0 h |
| 5     | Jason Rüesch            | Schweiz            | 1:15:45,8 h |
| 6     | Gaute Kvåle             | Norwegen           | 1:16:04,5h  |
| 7     | Valentin Chauvin        | Frankreich         | 1:16:20,6 h |
| 8     | Irineu Esteve Altimiras | Andorra            | 1:16:28,3 h |
| 9     | Patrick Caldwell        | Vereinigte Staaten | 1:16:55,9 h |
| 10    | Jean Tiberghien         | Frankreich         | 1:17:05,1 h |

Datum: 4. Februar 2017

Es nahmen 51 Athleten teil.

Weitere Teilnehmer aus deutschsprachigen Ländern:

 Dajan Danuser: 12. Platz

 Fabio Lechner: 17. Platz

 Beda Klee: 21. Platz

 Martin Vögeli: 30. Platz

 Michael Biedermann: DNF

## Skilanglauf U23 Frauen

### Sprint klassisch
| Platz | Sportler          | Land        |
| ----- | ----------------- | ----------- |
| 1     | Anna Dyvik        | Schweden    |
| 2     | Thea Krokan Murud | Norwegen    |
| 3     | Maja Dahlqvist    | Schweden    |
| 4     | Lovise Heimdal    | Norwegen    |
| 5     | Sofie Krehl       | Deutschland |
| 6     | Lotta Udnes Weng  | Norwegen    |

Datum: 31. Januar 2017
Weitere Teilnehmerinnen aus deutschsprachigen Ländern:

 Anne Winkler: 7. Platz

 Pia Fink: 8. Platz

 Nadine Herrmann: 13. Platz

 Alina Meier: 26. Platz

 Lydia Hiernickel: 28. Platz

### 10 km Freistil
| Platz | Sportler           | Land        | Zeit        |
| ----- | ------------------ | ----------- | ----------- |
| 1     | Anna Dyvik         | Schweden    | 26:14,0 min |
| 2     | Tiril Udnes Weng   | Norwegen    | 26:30,8 min |
| 3     | Lovise Heimdal     | Norwegen    | 26:37,0 min |
| 4     | Lotta Udnes Weng   | Norwegen    | 26:37,1 min |
| 5     | Monica Tomasini    | Italien     | 26:47,8 min |
| 6     | Jana Kirpitschenko | Russland    | 26:54,3 min |
| 7     | Pia Fink           | Deutschland | 26:55,1 min |
| 8     | Julia Belger       | Deutschland | 26:57,2 min |
| 9     | Ilenia Defrancesco | Italien     | 26:59,1 min |
| 10    | Caterina Ganz      | Italien     | 27:05,0 min |

Datum: 2. Februar 2017
Weitere Teilnehmerinnen aus deutschsprachigen Ländern:

 Sofie Krehl: 11. Platz

 Anna Roswitha Seebacher: 15. Platz

 Lydia Hiernickel: 24. Platz

 Nadine Herrmann: 26. Platz

 Alina Meier: 29. Platz

### 15 km Skiathlon
| Platz | Sportler           | Land        | Zeit        |
| ----- | ------------------ | ----------- | ----------- |
| 1     | Lotta Udnes Weng   | Norwegen    | 40:50,9 min |
| 2     | Johanna Matintalo  | Finnland    | 40:54,7 min |
| 3     | Jana Kirpitschenko | Russland    | 41:04,8 min |
| 4     | Tiril Udnes Weng   | Norwegen    | 41:06,5 min |
| 5     | Maja Dahlqvist     | Schweden    | 41:11,9 min |
| 6     | Pia Fink           | Deutschland | 41:14,5 min |
| 7     | Ilenia Defrancesco | Italien     | 41:16,9 min |
| 8     | Julia Belger       | Deutschland | 41:40,9 min |
| 9     | Lovise Heimdal     | Norwegen    | 41:40,9 min |
| 10    | Monica Tomasini    | Italien     | 41:44,4 min |

Datum: 4. Februar 2017
Weitere Teilnehmerinnen aus deutschsprachigen Ländern:

 Sofie Krehl: 12. Platz

 Alina Meier: 15. Platz

 Anna Roswitha Seebacher: 20. Platz

 Lydia Hiernickel: 26. Platz

 Anne Winkler: 34. Platz

## Skilanglauf Junioren

### Sprint klassisch
| Platz | Sportler              | Land        |
| ----- | --------------------- | ----------- |
| 1     | Janosch Brugger       | Deutschland |
| 2     | Petter Stakson        | Norwegen    |
| 3     | Herman Martens Meyer  | Norwegen    |
| 4     | Thomas Helland Larsen | Norwegen    |
| 5     | Verneri Suhonen       | Finnland    |
| 6     | Jo Svinsås            | Norwegen    |

Datum: 31. Januar 2017
Weitere Teilnehmer aus deutschsprachigen Ländern:

 Philipp Unger: 18. Platz

 Livio Matossi: 19. Platz

 Jakob Leismüller: 21. Platz

 Michael Föttinger: 23. Platz

 Philipp Leodolter: 38. Platz

 Benjamin Moser: 42. Platz

### 10 km Freistil
| Platz | Sportler                  | Land        | Zeit        |
| ----- | ------------------------- | ----------- | ----------- |
| 1     | Wladislaw Wetschkanow     | Russland    | 23:08,6 min |
| 2     | Jegor Kasarinow           | Russland    | 23:16,5 min |
| 3     | Jaroslaw Rybotschkin      | Russland    | 23:21,9 min |
| 4     | Harald Østberg Amundsen   | Norwegen    | 23:23,8 min |
| 5     | Kirill Kiliwnjuk          | Russland    | 23:47,1 min |
| 6     | Janosch Brugger           | Deutschland | 23:47,2 min |
| 7     | Hugo Lapalus              | Frankreich  | 23:47,7 min |
| 8     | Simone Daprà              | Italien     | 23:55,1 min |
| 9     | Thomas Bucher-Johannessen | Norwegen    | 23:56,3 min |
| 10    | Luca Del Fabbro           | Italien     | 24:08,5 min |

Datum: 1. Februar 2017
Weitere Teilnehmer aus deutschsprachigen Ländern:

 Maurus Lozza: 22. Platz

 Philipp Leodolter: 27. Platz

 Jakob Leismüller: 31. Platz

 Albert Kuchler: 34. Platz

 Livio Matossi: 36. Platz

 Jacob Vogt: 39. Platz

 Andri Schlittler: 40. Platz

 Dario Imwinkelried: 41. Platz

 Benjamin Moser: 42. Platz

 Michael Föttinger: 47. Platz

### 20 km Skiathlon
| Platz | Sportler                | Land        | Zeit        |
| ----- | ----------------------- | ----------- | ----------- |
| 1     | Wladislaw Wetschkanow   | Russland    | 49:40,5 min |
| 2     | Thomas Helland Larsen   | Norwegen    | 49:42,4 min |
| 3     | Harald Østberg Amundsen | Norwegen    | 49:42,7 min |
| 4     | Jegor Kasarinow         | Russland    | 49:49,9 min |
| 5     | Simone Daprà            | Italien     | 50:11,2 min |
| 6     | Hugo Lapalus            | Frankreich  | 50:11,2 min |
| 7     | Kirill Kiliwnjuk        | Russland    | 50:29,1 min |
| 8     | Janosch Brugger         | Deutschland | 50:33,5 min |
| 9     | Luca Del Fabbro         | Italien     | 50:45,1 min |
| 10    | Martin Collet           | Frankreich  | 51:00,1 min |

Datum: 3. Februar 2017

Weitere Teilnehmer aus deutschsprachigen Ländern:

 Albert Kuchler: 13. Platz

 Livio Matossi: 16. Platz

 Maurus Lozza: 25. Platz

 Philipp Unger: 39. Platz

 Benjamin Moser: 40. Platz

 Philipp Leodolter: 42. Platz

 Andri Schlittler: 44. Platz

 Michael Föttinger: 45. Platz

 Dario Imwinkelried: 55. Platz

### 4 × 5-km-Staffel
| Platz | Sportler                                                                               | Land        | Gesamtzeit  |
| ----- | -------------------------------------------------------------------------------------- | ----------- | ----------- |
| 1     | Herman Martens Meyer Jon Rolf Skamo Hope Harald Østberg Amundsen Thomas Helland Larsen | Norwegen    | 49:36,1 min |
| 2     | Jegor Kasarinow Kirill Kiliwnjuk Jaroslaw Rybotschkin Wladislaw Wetschkanow            | Russland    | 49:36,5 min |
| 3     | Martin Collet Camille Laude Hugo Lapalus Arnaud Chautemps                              | Frankreich  | 50:41,5 min |
| 4     | Janosch Brugger Jakob Leismüller Albert Kuchler Jacob Vogt                             | Deutschland | 52:15,7 min |
| 5     | Livio Matossi Andri Schlittler Maurus Lozza Dario Imwinkelried                         | Schweiz     | 53:39,6 min |
| 6     | Karel Machac Adam Matous Tomáš Kalivoda Jan Pechoušek                                  | Tschechien  | 53:39,9 min |

Datum: 5. Februar 2017

## Skilanglauf Juniorinnen

### Sprint klassisch
| Platz | Sportler          | Land        |
| ----- | ----------------- | ----------- |
| 1     | Polina Nekrassowa | Russland    |
| 2     | Antonia Fräbel    | Deutschland |
| 3     | Coletta Rydzek    | Deutschland |
| 4     | Anita Korva       | Finnland    |
| 5     | Mathilde Myhrvold | Norwegen    |
| 6     | Emma Ribom        | Schweden    |

Datum: 31. Januar 2017
Weitere Teilnehmerinnen aus deutschsprachigen Ländern:

 Julia Richter: 16. Platz

 Désirée Steiner: 17. Platz

 Anna-Maria Dietze: 18. Platz

 Lea Fischer: 29. Platz

 Barbara Walchhofer: 32. Platz

 Selina Schnider: 38. Platz

### 5 km Freistil
| Platz | Sportler              | Land               | Zeit        |
| ----- | --------------------- | ------------------ | ----------- |
| 1     | Ebba Andersson        | Schweden           | 12:45,4 min |
| 2     | Marte Mæhlum Johansen | Norwegen           | 12:59,2 min |
| 3     | Marija Istomina       | Russland           | 13:00,7 min |
| 4     | Anna Comarella        | Italien            | 13:03,9 min |
| 5     | Katharine Ogden       | Vereinigte Staaten | 13:07,2 min |
| 6     | Flora Dolci           | Frankreich         | 13:24,4 min |
| 7     | Antonia Fräbel        | Deutschland        | 13:25,0 min |
| 8     | Eveliina Piippo       | Finnland           | 13:28,1 min |
| 9     | Barbora Havlíčková    | Tschechien         | 13:33,2 min |
| 10    | Polina Nekrassowa     | Russland           | 13:43,7 min |

Datum: 1. Februar 2017
Weitere Teilnehmerinnen aus deutschsprachigen Ländern:

 Anna-Maria Dietze: 23. Platz

 Lea Fischer: 25. Platz

 Barbara Walchhofer: 30. Platz

 Giuliana Werro: 35. Platz

### 10 km Skiathlon
| Platz | Sportler              | Land               | Zeit        |
| ----- | --------------------- | ------------------ | ----------- |
| 1     | Marte Mæhlum Johansen | Norwegen           | 27:17,3 min |
| 2     | Ebba Andersson        | Schweden           | 27:23,9 min |
| 3     | Katharine Ogden       | Vereinigte Staaten | 27:27,7 min |
| 4     | Anna Comarella        | Italien            | 28:08,9 min |
| 5     | Eveliina Piippo       | Finnland           | 28:16,0 min |
| 6     | Antonia Fräbel        | Deutschland        | 28:46,4 min |
| 7     | Katherine Sauerbrey   | Deutschland        | 28:48,1 min |
| 8     | Flora Dolci           | Frankreich         | 28:49,9 min |
| 9     | Marija Istomina       | Russland           | 28:56,0 min |
| 10    | Moa Olsson            | Schweden           | 29:05,9 min |

Datum: 3. Februar 2017
Weitere Teilnehmerinnen aus deutschsprachigen Ländern:

 Giuliana Werro: 27. Platz

 Barbara Walchhofer: 34. Platz

 Désirée Steiner: 35. Platz

### 4 × 3,3-km-Staffel
| Platz | Sportler                                                                        | Land               | Gesamtzeit  |
| ----- | ------------------------------------------------------------------------------- | ------------------ | ----------- |
| 1     | Polina Nekrassowa Lidija Durkina Anna Walerjewna Scherebjatjewa Marija Istomina | Russland           | 34:45,3 min |
| 2     | Martina Bellini Anna Comarella Francesca Franchi Cristina Pittin                | Italien            | 35:05,9 min |
| 3     | Hailey Swirbul Julia Kern Hannah Halvorsen Katharine Ogden                      | Vereinigte Staaten | 35:11,2 min |
| 4     | Juliette Ducordeau Flora Dolci Laura Chamiot Maitral Léna Quintin               | Frankreich         | 35:50,4 min |
| 5     | Frida Karlsson Moa Lundgren Maja Majbäck Moa Olsson                             | Schweden           | 36:05,7 min |
| 6     | Antonia Fräbel Julia Richter Katherine Sauerbrey Coletta Rydzek                 | Deutschland        | 36:29,6 min |

Datum: 5. Februar 2017

## Nordische Kombination Junioren

### Gundersen (Normalschanze HS 100/10 km)
| Platz | Sportler         | Land               | Punkte | Gesamtzeit  |
| ----- | ---------------- | ------------------ | ------ | ----------- |
| 1     | Arttu Mäkiaho    | Finnland           | 116,4  | 25:54,5 min |
| 2     | Mika Vermeulen   | Österreich         | 103,3  | 26:16,1 min |
| 3     | Martin Hahn      | Deutschland        | 111,4  | 26:20,1 min |
| 4     | Lukáš Daněk      | Tschechien         | 114,5  | 26:25,0 min |
| 5     | Luis Lehnert     | Deutschland        | 124,6  | 26:30,3 min |
| 6     | Ondřej Pažout    | Tschechien         | 123,5  | 26:31,9 min |
| 7     | Vinzenz Geiger   | Deutschland        | 120,1  | 26:43,9 min |
| 8     | Atte Korhonen    | Finnland           | 110,6  | 26:46,3 min |
| 9     | Marc-Luis Rainer | Österreich         | 102,9  | 26:48,2 min |
| 10    | Stephen Schumann | Vereinigte Staaten | 104,4  | 26:49,5 min |

Datum: 31. Januar 2017

### Gundersen (Normalschanze HS 100/5 km)
| Platz | Sportler            | Land               | Punkte | Gesamtzeit  |
| ----- | ------------------- | ------------------ | ------ | ----------- |
| 1     | Vinzenz Geiger      | Deutschland        | 121,5  | 12:14,9 min |
| 2     | Arttu Mäkiaho       | Finnland           | 109,7  | 12:37,5 min |
| 3     | Laurent Muhlethaler | Frankreich         | 116,1  | 12:38,8 min |
| 4     | Yuto Nakamura       | Japan              | 120,4  | 12:57,7 min |
| 5     | Christian Deuschl   | Österreich         | 118,7  | 13:01,0 min |
| 6     | Ondřej Pažout       | Tschechien         | 112,5  | 13:03,5 min |
| 7     | Hisaki Nagamine     | Japan              | 115,6  | 13:16,7 min |
| 8     | Lars Ivar Skårset   | Norwegen           | 105,6  | 13:19,8 min |
| 9     | Ben Loomis          | Vereinigte Staaten | 107,1  | 13:37,2 min |
| 10    | Matevz Malovrh      | Slowenien          | 116,5  | 13:39,0 min |

Datum: 4. Februar 2017

### Mannschaft (Normalschanze HS 100/4 × 5 km)
| Platz | Sportler                                                                    | Land        | Punkte | Gesamtzeit  |
| ----- | --------------------------------------------------------------------------- | ----------- | ------ | ----------- |
| 1     | Samuel Mraz Marc-Luis Rainer Florian Dagn Mika Vermeulen                    | Österreich  | 391,9  | 46:17,4 min |
| 2     | Lilian Vaxelaire Laurent Muhlethaler Théo Rochat Maël Tyrode                | Frankreich  | 382,2  | 46:27,1 min |
| 3     | Ondřej Pažout David Zemek Jan Vytrval Lukáš Daněk                           | Tschechien  | 357,3  | 46:32,7 min |
| 4     | Atte Korhonen Wille Karhumaa Atte Kettunen Arttu Mäkiaho                    | Finnland    | 411,6  | 47:01,7 min |
| 5     | Maximilian Pfordte Luis Lehnert Martin Hahn Vinzenz Geiger                  | Deutschland | 349,9  | 47:39,4 min |
| 6     | Jens Lurås Oftebro Kasper Moen Flatla Lars Ivar Skårset Einar Lurås Oftebro | Norwegen    | 341,8  | 47:59,1 min |

Datum: 2. Februar 2017

## Skispringen Junioren

### Normalschanze
| Platz | Sportler          | Land               | Weite 1 | Weite 2 | Punkte |
| ----- | ----------------- | ------------------ | ------- | ------- | ------ |
| 1     | Viktor Polášek    | Tschechien         | 97,0 m  | 96,5 m  | 263,2  |
| 2     | Alex Insam        | Italien            | 97,0 m  | 95,0 m  | 260,6  |
| 3     | Constantin Schmid | Deutschland        | 92,5 m  | 96,5 m  | 260,4  |
| 4     | Bor Pavlovčič     | Slowenien          | 96,0 m  | 95,5 m  | 258,6  |
| 5     | Masamitsu Itō     | Japan              | 91,5 m  | 93,0 m  | 253,8  |
| 6     | Žiga Jelar        | Slowenien          | 90,0 m  | 92,5 m  | 252,7  |
| 7     | Paweł Wąsek       | Polen              | 95,0 m  | 91,5 m  | 251,4  |
| 8     | Casey Larson      | Vereinigte Staaten | 92,0 m  | 92,0 m  | 250,2  |
| 9     | Tilen Bartol      | Slowenien          | 92,5 m  | 91,0 m  | 250,2  |
| 10    | Markus Rupitsch   | Österreich         | 91,0 m  | 90,0 m  | 245,3  |

Datum: 1. Februar 2017

### Mannschaftsspringen Normalschanze
| Platz | Sportler                                                       | Land        | Weite 1                     | Weite 2                     | Punkte |
| ----- | -------------------------------------------------------------- | ----------- | --------------------------- | --------------------------- | ------ |
| 1     | Žiga Jelar Tilen Bartol Aljaž Osterc Bor Pavlovčič             | Slowenien   | 89,5 m 92,5 m 89,0 m 91,5 m | 86,0 m 91,5 m 88,5 m 90,5 m | 932,3  |
| 2     | Martin Hamann Tim Fuchs Felix Hoffmann Constantin Schmid       | Deutschland | 90,0 m 92,0 m 94,0 m        | 88,0 m 90,5 m 88,5 m 87,0 m | 929,0  |
| 3     | Markus Rupitsch Mika Schwann Clemens Leitner Janni Reisenauer  | Österreich  | 88,0 m 86,5 m 86,0 m 90,0 m | 90,0 m 85,5 m 86,5 m        | 870,8  |
| 4     | Masamitsu Itō Riki Kurita Ren Nikaidō Yūken Iwasa              | Japan       | 87,5 m 86,0 m 83,0 m 97,5 m | 91,5 m 88,5 m 87,0 m 85,0 m | 870,2  |
| 5     | Dominik Kastelik Bartosz Czyż Tomasz Pilch Paweł Wąsek         | Polen       | 91,0 m 86,5 m 91,0 m 83,0 m | 87,0 m 88,5 m 86,5 m        | 866,4  |
| 6     | Niko Kytösaho Eetu Nousiainen Kalle Heikkinen Andreas Alamommo | Finnland    | 81,0 m 93,0 m 81,5 m 85,5 m | 73,0 m 87,0 m 80,5 m 87,5 m | 802,1  |

Datum: 3. Februar 2017

## Skispringen Juniorinnen

### Normalschanze
| Platz | Sportler         | Land        | Weite 1 | Weite 2 | Punkte |
| ----- | ---------------- | ----------- | ------- | ------- | ------ |
| 1     | Manuela Malsiner | Italien     | 93,0 m  | 95,5 m  | 239,8  |
| 2     | Ema Klinec       | Slowenien   | 92,0 m  | 93,0 m  | 238,0  |
| 3     | Nika Križnar     | Slowenien   | 91,0 m  | 95,5 m  | 237,9  |
| 4     | Gianina Ernst    | Deutschland | 91,0 m  | 87,5 m  | 219,7  |
| 5     | Agnes Reisch     | Deutschland | 85,0 m  | 85,0 m  | 214,6  |
| 6     | Lara Malsiner    | Italien     | 83,0 m  | 90,0 m  | 213,6  |
| 7     | Luisa Görlich    | Deutschland | 81,5 m  | 88,0 m  | 208,3  |
| 8     | Xenija Kablukowa | Russland    | 85,0 m  | 86,5 m  | 207,1  |
| 9     | Sofja Tichonowa  | Russland    | 82,0 m  | 87,0 m  | 204,8  |
| 10    | Pauline Heßler   | Deutschland | 84,5 m  | 87,0 m  | 204,4  |

Datum: 1. Februar 2017

### Mannschaftsspringen Normalschanze
| Platz | Sportler                                                       | Land        | Weite 1                     | Weite 2                     | Punkte |
| ----- | -------------------------------------------------------------- | ----------- | --------------------------- | --------------------------- | ------ |
| 1     | Agnes Reisch Luisa Görlich Pauline Heßler Gianina Ernst        | Deutschland | 95,0 m 75,0 m 90,5 m 87,5 m | 86,0 m 82,0 m 84,0 m 82,0 m | 772,1  |
| 2     | Jerneja Brecl Katra Komar Nika Križnar Ema Klinec              | Slowenien   | 88,0 m 71,0 m 92,5 m 88,5 m | 81,0 m 75,0 m 85,5 m 88,5 m | 733,2  |
| 3     | Claudia Purker Sophie Mair Elisabeth Raudaschl Julia Huber     | Österreich  | 92,0 m 85,5 m 79,0 m 78,0 m | 82,0 m 79,0 m 74,5 m 77,0 m | 672,9  |
| 4     | Tonje Bakke Silje Opseth Thea Sofie Kleven Anna Odine Strøm    | Norwegen    | 84,5 m 81,5 m 82,5 m 76,5 m | 80,0 m 77,5 m 78,5 m 78,0 m | 644,3  |
| 5     | Nozomi Maruyama Rio Setō Fumika Segawa Minami Watanabe         | Japan       | 82,0 m 68,5 m 80,0 m 83,0 m | 79,5 m 68,5 m 77,0 m 81,0 m | 613,5  |
| 6     | Eleora Hamming Nicole Maurer Abigail Strate Natasha Bodnarchuk | Kanada      | 75,0 m 76,0 m 78,5 m 76,5 m | 65,0 m 76,5 m 78,5 m 86,0 m | 576,0  |

Datum: 3. Februar 2017

## Mixed-Teamspringen Normalschanze
| Platz | Sportler                                                        | Land        | Weite 1                     | Weite 2                     | Punkte |
| ----- | --------------------------------------------------------------- | ----------- | --------------------------- | --------------------------- | ------ |
| 1     | Nika Križnar Tilen Bartol Ema Klinec Žiga Jelar                 | Slowenien   | 93,0 m 89,0 m 86,5 m 90,5 m | 92,0 m 91,5 m 90,0 m 95,5 m | 925,3  |
| 2     | Agnes Reisch Martin Hamann Gianina Ernst Constantin Schmid      | Deutschland | 89,0 m 91,5 m 81,5 m 91,0 m | 85,5 m 92,5 m 84,5 m 95,5 m | 890,6  |
| 3     | Minami Watanabe Masamitsu Itō Fumika Segawa Yūken Iwasa         | Japan       | 85,5 m 94,5 m 78,0 m 87,5 m | 81,5 m 95,0 m 79,0 m 88,0 m | 840,5  |
| 4     | Silje Opseth Marius Lindvik Anna Odine Strøm Fredrik Villumstad | Norwegen    | 84,0 m 94,0 m 78,5 m 90,0 m | 82,0 m 91,5 m 82,0 m 91,5 m | 837,2  |
| 5     | Lara Malsiner Giovanni Bresadola Manuela Malsiner Alex Insam    | Italien     | 88,0 m 80,5 m 89,5 m 86,0 m | 86,0 m 83,0 m 90,5 m 90,0 m | 837,1  |
| 6     | Claudia Purker Markus Rupitsch Sophie Mair Janni Reisenauer     | Österreich  | 81,0 m 91,5 m 78,5 m 88,5 m | 77,5 m 93,0 m 83,5 m 91,0 m | 832,8  |

Datum: 5. Februar 2017